# Mehmet Ali Daylak
Mehmet Ali Daylak (ur. 1 stycznia 1994) – turecki zapaśnik walczący w stylu wolnym. 
Srebrny medalista akademickich MŚ z 2018.
Brązowy medalista młodzieżowych igrzysk olimpijskich z 2010. Trzeci na ME kadetów w 2009 roku.